# 雅思
雅思（英語：IELTS，发音为/ˈaɪ.ɛlts/），全称为國際英語測驗系統（International English Language Testing System），是国际性英语标准化水平测试之一。由澳大利亚教育国际开发署（IDP）、剑桥大学考试委员会、英國文化協會共同于1989年设立，其中剑桥大学负责有关学术水平及试题内容，而IDP及英国文化协会负责于世界各地定期举办考试。考生可以选择学术类测试（A类）和培训类测试（G类）。雅思成绩被英国、爱尔兰以及澳大利亚、加拿大、紐西蘭、南非等英联邦成員及越来越多的美国的教育机构和各种各样的专业组织接受。成绩有效期限为两年。

## 雅思的特点
雅思考试是为那些打算在以英语作为交流语言的国家和地区留学或就业的人们设置的英语言水平考试。
雅思集合下列几项特色：
- 雅思测试包括：英语听、说、读、写的能力。
- 以“人人对话”形式开展口语考试，考生与考官一对一面对面进行交流。

- 多种口音和写作风格在书面上出现，其目的是为了减少考试对语言学上的偏爱。考试注重的是国际英语，在听力测试中表现得最为显著，听力测试的口音主要包括了英国口音、美国口音、澳洲口音及新西兰口音等类型，相比之下托福则更注重北美英语（美国英语、加拿大英语）。
- 雅思考试由Cambridge Assessment English开发，从世界各地收集考试材料，其团队分布在美国、英国、澳大利亚、新西兰、加拿大等英语国家。
- 每种语言技巧都有相应的分数（听，说，读，写）。总分的范围从1（不懂英语）到9（母语专家程度），如果缺考、白卷或者因作弊被取消成績，則為0分。

## 考试形式

### 类别
| [ 4 ]                                       | 考试分类                   | 用途                                                                           | 考试形式                                                      |
| ------------------------------------------- | -------------------------- | ------------------------------------------------------------------------------ | ------------------------------------------------------------- |
| 雅思考试 IELTS                              | 学术类（Academic）         | 出国留学申请本科，研究生及以上学位，或获得专业资质。                           | 听力：30分钟+10分钟 阅读：60分钟 写作：60分钟 口语：11-14分钟 |
| 雅思考试 IELTS                              | 培训类（General Training） | 英语国家移民申请（如澳大利亚，加拿大，新西兰及英国）或申请培训及非文凭类课程   | 听力：30分钟+10分钟 阅读：60分钟 写作：60分钟 口语：11-14分钟 |
| 用于英国移民及签证的雅思考试 IELTS for UKVI | 学术类（Academic）         | 申请入读英国本科以下课程、预科、语言班或不具有「高度可信担保方」身份的英国院校 | 听力：30分钟+10分钟 阅读：60分钟 写作：60分钟 口语：11-14分钟 |
| 用于英国移民及签证的雅思考试 IELTS for UKVI | 培训类（General Training） |                                                                                | 听力：30分钟+10分钟 阅读：60分钟 写作：60分钟 口语：11-14分钟 |
| 雅思生活技能类考试 IELTS Life Skills        | A1                         | 配偶，探亲类英国签证申请                                                       | 口语：7-8分钟 听力：9-10分钟                                  |
| 雅思生活技能类考试 IELTS Life Skills        | B1                         | 入籍，永居类英国签证申请                                                       | 口语：10分钟 听力：12分钟                                     |

### 雅思考试分为4部分
IELTS雅思考試共分聽、說、讀、寫四項科目。早上9AM起進行聽力、閱讀、寫作，約在中午完成；口說在其余三项考试日期的前后一周内完成。
考试的全部时长约为2小时45分钟，包括听力、阅读和写作。
- 听力：40分钟，30分钟为录音播放，剩下的10分钟填写OMR答题卡。
- 阅读：60分钟
- 写作：60分钟
- 口說：11–14分钟

（注意：阅读与写作没有为填写答题卡设立专门时间段）
听力、阅读、写作在同一天内完成，期间没有间歇。口试可以在上述考试的前七天或后七天组织进行，具体由则由考试中心视情况决定。
不論IELTS雅思考試或IELTS for UKVI用於英國簽證及移民的雅思考試，均分Academic學術及General Training一般訓練兩組，兩組的聽力與口语考題是相同的，閱讀與寫作的題目則因組別而異。
筆試開始時，考官會發給考生一張答題卡，正面和反面分別用來回答聽力和閱讀的題目。

#### 聽力測驗
首先進行的聽力測驗，題目共分四個部分。第一個部分是日常生活中會發生的對話（通常為二人），第二個部分是生活相關的獨白（有时亦会有另一方的出现，通常是主持人，引导独白）；第三個部分是基于教育教学热点话题的學術性的對話（最多四人），第四個部分為學術論文演講，難度依次增加（亦為了再篩選精英，有時有些句子會帶重口音或道地詞語）。通常前三個部分都會分成兩段，分別回答不同的問題。考生在聽完每段錄音後會有一小段時間複查（但因為不會重複，所以要即時寫出答案）。全部錄音放完需時30分鐘，剩餘10分鐘供考生將答案從試卷填寫到答題卡上。時間到了之後考官會把試卷收上來，並要求考生將答題卡翻過來。

#### 閱讀能力測驗
聽力測驗之後是閱讀測驗，時間60分鐘，總共40題。
學術組包含三篇文章，每篇約800~1000字，文章取材於學術刊物；一般訓練組包含三到六篇短文，含公告、廣告、簡介等形式
答題方式亦包含配對、是非、填充、選擇、簡答、標籤題等

#### 寫作能力測驗
閱讀測驗之後是寫作測驗，時間60分鐘。
學術組的Task 1為圖表練習，以描述及比較各類圖表為主，考生需於20分內寫完150字的描述。Task 2 則為申論題，範圍廣且有深度，考生需按題目分析及表達個人意見或做優缺點比較等。
一般訓練組的Task 1則與A組有別，通常為書信的撰寫如：邀請函，投訴信，道歉信等，至少150字。而Task 2就與A組類似，為申論題

#### 口說能力測驗
口說測驗是一對一進行，主考官會首先就考生的一些個人問題發問，並選擇話題加以展開。到一定程度後，考官出示題目卡，要求考生就題目所涉及內容進行回答並適當展開論述，時間不少於一分鐘。最後，考官會就一些深入的話題與考生進行討論，以考察考生的應對能力。總長度時限為14分鐘。
考試分為3個部份：
1. 考生和考官先做自我介紹。接著，考生將回答有關其本身的一些個人問題，包括居住的地方、家人、工作/學業情況、嗜好以及任何其他相關的問題。這部份的會話時間是4－5分鐘。
2. 考生將拿到一個題目和一些提示，必須針對特定題目發言。考生有1分鐘的準備時間，并可以做筆記。發言時間是1-2分鐘。考生發言完畢后，考官將提出一兩個問題。
3. 考官和考生針對比較深奧的課題進行討論，而這些課題的主題將與第二部份的題目有關。討論時間是4－5分鐘。

注：在某些情况下，口试考场和笔试考场不在同一个场地。（根据自己选择的考场而定）

## 分数

### 评分系统
雅思考试采用国际认可的9分制评分系统，9个分数段及所对应的语言能力描述如下：
| 分数 | 水平       | 英语能力 |
| ---- | ---------- | --- |
| 9分  | 专家水平   | 接近母语为英语人士水平，具有完全的英语运用能力，做到适当、精确、流利并能完全理解语言。                                                 |
| 8分  | 优秀水平   | 非常流利，基本没有错误，能将英语运用自如，只是有零星的错误或用词不当。在不熟悉语境下可能出现误解，可将复杂细节的争论掌握的相当好。     |
| 7分  | 良好水平   | 流利，准确，偶有错误，能有效运用英语，虽然偶尔出现不准确、不适当和误解。大致可将复杂的英语掌握的不错，也能理解详细的推理。             |
| 6分  | 合格水平   | 能够较流利使用英语，大致能有效运用英语，虽然有不准确、不适当和误解发生但能使用并理解比较复杂的英语，特别是在熟悉的语境下。             |
| 5分  | 基础水平   | 基本掌握英语，能进行日常交流，可部分运用英语，在大多数情况下可明白大致的意思。虽然经常出现错误，但在经常涉及的领域内可应付基本的沟通。 |
| 4分  | 有限水平   | 有较多错误，但能表达基本意思 只限在熟悉的状况下有基本的理解力，在理解与表达上常发生问题，无法使用复杂英语。                            |
| 3分  | 极有限水平 | 可进行简单沟通，在极熟悉的情况下也只能进行一般的沟通，频繁发生沟通障碍。                                                               |
| 2分  | 初学水平   | 掌握简单词组，除非在熟悉的语境下，几乎只能使用孤立单词或短句表达最基本的信息，不能达成有效沟通。难以听懂或者看懂英语。                 |
| 1分  | 不懂英语   | 掌握个别单词，几乎无法交流，最多能说出个别单词，根本无法用英语沟通。                                                                   |

### IELTS与CEFR分数转换
| IELTS | CEFR   |
| ----- | ------ |
| 9.0   | C2     |
| 8.5   | C2     |
| 8.0   | C1     |
| 7.5   | C1     |
| 7.0   | C1     |
| 6.5   | B2     |
| 6.0   | B2     |
| 5.5   | B2     |
| 5.0   | B1     |
| 4.5   | B1     |
| 4.0   | B1     |
| 3.5   | 不適用 |
| 3.0   | 不適用 |
| 2.5   | 不適用 |
| 2.0   | 不適用 |
| 1.5   | 不適用 |
| 1.0   | 不適用 |
| 0.5   | 不適用 |
| 0.0   | 不適用 |

## 分数计算
考试成绩记录在成绩单上，包括一个总分，及听力、阅读、写作和口语四个单项分，成绩采用1-9分的评分制来测评，总分和四个单项分均允许半分，每一项的分数权重相同。总分即是四个部分所得分数经过平均后四舍五入的成绩。总分会以最接近的整分或半分报告。为了避免疑惑，采用以下取整规定：如果平均成绩的小数位是.25，就四舍五入到下个半分档；如果平均成绩的小数位是.75，就四舍五入到下一整分档。
| 四部分得分相加 | 平均分 | 总成绩 |
| -------------- | ------ | ------ |
| 36             | 9      | 9      |
| 35.5           | 8.875  | 9      |
| 35             | 8.75   | 9      |
| 34.5           | 8.625  | 8.5    |
| 34             | 8.5    | 8.5    |
| 33.5           | 8.375  | 8.5    |
| 33             | 8.25   | 8.5    |
| 32.5           | 8.125  | 8      |
| 32             | 8      | 8      |
| 31.5           | 7.875  | 8      |
| 31             | 7.75   | 8      |
| 30.5           | 7.625  | 7.5    |
| 30             | 7.5    | 7.5    |
| 29.5           | 7.375  | 7.5    |
| 29             | 7.25   | 7.5    |

该计分转换表可用于听力和阅读测试中原始分值到成绩分数的转换：
| 雅思成绩                     | 9.0 | 8.5 | 8.0 | 7.5 | 7.0 | 6.5 | 6.0 | 5.5 | 5.0 | 4.5 | 4.0 | 3.5 | 3.0 | 2.5 | 2.0 | 1.5 | 1.0 | 0.0 | 雅思成绩                     |
| ---------------------------- | --- | --- | --- | --- | --- | --- | --- | --- | --- | --- | --- | --- | --- | --- | --- | --- | --- | --- | ---------------------------- |
| 听力原始分（共40分）         | 39  | 37  | 35  | 33  | 30  | 27  | 23  | 20  | 16  | 13  | 10  | 8   | 6   | 4   | 3   | 2   | 1   | 0   | 听力原始分（共40分）         |
| 阅读原始分（共40分，学术类） | 39  | 37  | 35  | 33  | 30  | 27  | 23  | 20  | 16  | 13  | 10  | 8   | 6   | 4   | 3   | 2   | 1   | 0   | 阅读原始分（共40分，学术类） |
| 阅读原始分（共40分，培训类） | 40  | 39  | 38  | 36  | 34  | 32  | 30  | 27  | 23  | 19  | 15  | 12  | 9   | 6   | 5   | 3   | 2   | 0   | 阅读原始分（共40分，培训类） |

## 考试地点和日期
考生可以在超过140个国家和地区的1600个地点参加考试。

## 考生人数
2007年IELTS全球约有93.8万考生参加考试，是三年前的两倍。中国地區近年來在IELTS考试呈现增长，2007全年共逾21万人参加考试，较06年比增长近60%，为历史新高。2017年全球已突破300萬人參加雅思考試。

## 考试费用
雅思考试具体价格依全球不同地区而异。在中国大陆，考试费为2,170人民币；在香港为2,300港元；在台灣則为7,700新台幣。

## 全球成绩
2018年，大约76%人参加了学术类雅思考试，24%的人参加了培训类考试。学术类女性平均分为6.08，男性为5.97。一般类男女性平均分均为6.5。

### 平均分最高的国家和地区（学术类）
2018年，在36个国家和地区中，学术类平均分最高的7个为：
| 排名 | 国家和地区 | 平均分 |
| ---- | ---------- | ------ |
| 1    | 德国       | 7.43   |
| 2    | 希腊       | 6.97   |
| 3    | 马来西亚   | 6.88   |
| 4    | 西班牙     | 6.85   |
| 5    | 加拿大     | 6.84   |
| 6    | 罗马尼亚   | 6.83   |
| 7    | 菲律宾     | 6.81   |

### 平均分最高的国家和地区（培训类）
2018年，在40个国家和地区中，培训类平均分最高的6个为：
| 排名 | 国家和地区 | 平均分 |
| ---- | ---------- | ------ |
| 1    | 美国       | 7.62   |
| 2    | 南非       | 7.44   |
| 3    | 新加坡     | 7.41   |
| 4    | 津巴布韦   | 7.13   |
| 5    | 德国       | 7.05   |
| 6    | 尼日利亚   | 6.86   |

## 院校录取要求
超过半数（51%）的考生最终选择出国留学。雅思的最低成绩要求因院校而不同。
| 2024排名 | 大学名称           | 本科雅思要求                                                 | 硕士雅思要求                           |
| -------- | ------------------ | ------------------------------------------------------------ | -------------------------------------- |
| 1        | 麻省理工学院       | 总分7                                                        | 详情请咨询学校招生处                   |
| 2        | 牛津大学           | 总分不低于7分 单项不低于6.5分                                | 总分不低于7分 单项不低于6.5分          |
| 3        | 剑桥大学           | 总分不低于7.5分 单项不低于7.0分                              | 详情请咨询学校招生处                   |
| 3        | 斯坦福大学         | 认可雅思成绩，分数要求请咨询学校招生处                       | 7.0                                    |
| 5        | 哈佛大学           | 认可雅思成绩，分数要求请咨询学校招生处                       | 详情请咨询学校招生处                   |
| 6        | 加州理工学院       | 7.0                                                          | 认可雅思成绩，分数要求请咨询学校招生处 |
| 7        | 伦敦帝国学院       | 总分不低于6.5分 单项不低于6.0分                              | 总分不低于7.0分 单项不低于6.0分        |
| 8        | 苏黎世联邦工业大学 | 主要授课语言为德语，英语授课项目语言成绩要求请详询学校招生处 | 7.0                                    |
| 8        | 伦敦大学学院       | 总分不低于6.5分 单项不低于6.0分                              | 总分不低于6.5分 单项不低于6.0分        |
| 10       | 芝加哥大学         | 总分不低于7.0分 单项不低于7.0分                              | 7.0                                    |

## 移民
许多英联邦成员国使用雅思作为移民英语合格的证明。

### 澳大利亚
澳大利亚移民局从1998年5月起使用雅思考察移民申请人的英语水平，考试替代了之前所使用的“access: test”。
2012年7月，澳大利亚独立移民签证（永久居民）申请人必须在雅思的各部分达到至少6分，或是在澳大利亚职业英语考试（Occupational English Test）上成绩打A才可以通过。
如果考试成绩没有达到合格标准，考生可以获得部分认可。移民申请人若是来自英语国家（英國、加拿大、新西兰等国）可以自动获得英语合格成绩。如果他们希望获得英语精通成绩，就必须通过雅思或OET考试。

### 新西兰
新西兰自1995年开始使用雅思考试。起初，申请人需要在四部分上获得5分成绩，否则需要交纳NZ$20,000。如果在一定的期限内（3－12个月），申请人通过了考试，就会获得部分或全部的费用返还。几年后，这项政策被修改：费用减少了，并作为“先上车、后买票”的雅思学费。
目前，新西兰投资移民申请人必须提供“合适的”英语水平证明。除非申请人在新西兰或其他英语国家学习或工作了一定长的时间，那么就得在雅思综合成绩上考取4分，高额投资移民只需要3分。

### 加拿大
加拿大公民及移民部使用雅思/TEF作为申请人英语/法语合格的证明。就技术移民记点考试而言，申请人在每个项目上（阅读、写作、口语、听力）单独计分，雅思每个项目的4分都可以在记点考试上兑换为满分，而听力部分需要雅思8分来兑换记点考试的满分。
根据加拿大移民申请表上所述，思陪考试（加拿大英语水平指数考试：Canadian English Language Proficiency Index Program，CELPIP）成绩可以代替雅思考试。
在申请加拿大国籍时，递交雅思成绩是证明自己在官方语言上合格的一种方式。

### 英國
不列颠“Points Based System Tier 1”（普通移民）项目中，申请人在考试中若获得10分，就可得到“等同于欧洲共同语言框架中的C1级别”的认证，或是等同于雅思的6.5，或GCSE的C级。在以英语为授课语言的大学获得学位也是另一种英语水平合格的证明。

### 官方网站
- （英文）IELTS官方网站 （页面存档备份，存于）
- （繁體中文）IELTS 网站 （页面存档备份，存于）
- （简体中文）雅思考试中國官方网站 （页面存档备份，存于）
- （繁體中文）台灣IELTS雅思官方考試中心-IDP國際教育中心 （页面存档备份，存于）
- （繁體中文）香港英國文化協會特別為IELTS設立的網站 （页面存档备份，存于）

### 考試中心
- （简体中文）英国大使馆文化教育处 — 中国
- （英文）（繁體中文）英國文化協會 — 香港 （页面存档备份，存于）
- （繁體中文）IDP教育—香港 （页面存档备份，存于）
- （繁體中文）台灣IELTS雅思官方考試中心-IDP國際教育中心 （页面存档备份，存于）